# Francia medievale
La storia del Regno di Francia nel periodo medievale si colloca tra la fine del X secolo e il terzo quarto del XV secolo. Gli eventi che vengono usati per circoscrivere questa fase sono l'ascesa della dinastia capetingia nel 987 e la firma del trattato di Picquigny nel 1475, che pose fine alla guerra dei cent'anni, inaugurando un periodo di pacificazione ed unità nazionale per la Francia.
Il termine Francia venne usato dapprima per indicare la terra dei Franchi, in sostituzione di Gallia, a partire dall'epoca di Carlo Magno, il quale riunì nell'Impero carolingio una vastissimo territorio abitato da popolazioni germaniche, tale territorio si estendeva dall'Oceano Atlantico all'Elba. Si parlava allora di Francia occidentalis (più o meno la Francia odierna) e di Francia orientalis (più o meno l'odierna Germania), a riprova di come i due paesi facessero parte di una cultura medesima. Fu solo a partire dalla spartizione dell'Impero, con gli eredi di Ludovico il Pio, che si iniziarono a manifestare differenze più marcate tra i due territori: l'occidente, un tempo provincia romana fortemente latinizzata, maturava una lingua neolatina, mentre l'oriente, mai del tutto romanizzato, manteneva caratteri germanici. Nel giuramento di Strasburgo dell'842 si trovano le prime tracce scritte della lingua francese e di quella tedesca.
La Francia occidentalis di allora non comprendeva il vasto territorio della Borgogna, della Provenza e della Lorena; inoltre acquistò indipendenza la Bretagna e, più tardi, la Normandia; comprendeva d'altro canto, almeno fino al X secolo, la Marca di Spagna, conquistata da Carlo Magno stesso, ovvero la fascia della Spagna più vicina ai Pirenei, tra le odierne Catalogna, Aragona e Asturie (ciascuna di queste regioni si staccò poi come regno indipendente), e, nel nord, parte delle odierne Fiandre.

## Storia

### Dopo il Trattato di Verdun: Il regno di Carlo il Calvo
Nell'agosto dell'843, dopo tre anni di guerre civili a seguito della morte di Ludovico il Pio, il trattato di Verdun venne firmato tra i suoi tre figli ed eredi. Il più giovane, Carlo il Calvo, ricevette la Francia occidentalis.
Sin dalla morte di Pipino I d'Aquitania nel dicembre dell'838, suo figlio era stato riconosciuto dalla nobiltà aquitana come re Pipino II d'Aquitania, anche se la successione non era stata riconosciuta dall'imperatore. Carlo il Calvo era in guerra con Pipino II dall'inizio del suo regno nell'840, ed il trattato di Verdun ignorò tali pretese ed assegnò l'Aquitania a Carlo. Pertanto, nel giugno dell'845, dopo diverse sconfitte militari, Carlo siglò il trattato di Benoît-sur-Loire e riconobbe il governo di suo nipote. Questo accordo perdurò sino al 25 marzo 848, quando i baroni aquitani riconobbero Carlo come loro sovrano.

### Avanzata dei Normanni
Durante gli ultimi anni di dominio dell'ormai vecchio Carlo Magno, i Normanni avanzarono lungo il perimetro settentrionale e occidentale del suo regno. Dopo la morte di Carlo Magno, nell'814 i suoi eredi furono incapaci di mantenere qualsiasi tipo di unità politica e l'Impero iniziò a sgretolarsi. Alle avanzate normanne fu permesso di aumentare, le loro temute navi veleggiavano risalendo la Loira, la Senna e le altre acque interne, portando distruzione e seminando il terrore. Nell'843 gli invasori normanni uccisero il vescovo di Nantes e pochi anni dopo, diedero fuoco alla chiesa di San Martino a Tours. Incoraggiati dai loro successi, nell'845 assediarono Parigi.
Durante il regno di Carlo III il Semplice (898-922) i cui territori comprendevano gran parte della Francia odierna (esclusa la fascia più orientale), egli fu costretto a concedere ai Normanni una vasta area su entrambi i lati della Senna, a valle di Parigi, che sarebbe divenuta la Normandia.

### I Saraceni in Provenza
Verso l'890, i musulmani sbarcarono in Provenza. Dalle loro basi fortificate a Frassineto, nei pressi dell'attuale La Garde-Freinet, le bande di musulmani compivano scorrerie lungo le coste e le zone adiacenti, fino a Marsiglia, Tolone e Nizza, e verso l'entroterra, spingendosi fino alle Alpi e alla pianura piemontese, dove assalivano le carovane di pellegrini e di mercanti che transitavano.
A Frassineto accorsero presto tutti i banditi che non avevano altrove sicurezza alcuna e per circa un secolo i Saraceni (fra le cui file v'erano  non pochi cristiani) effettuarono saccheggi e devastazioni. I Saraceni godevano anche del sostegno talora dei signori locali, come dimostrano gli accordi con Ugo di Provenza.
Nel 906 saccheggiarono e distrussero l'Abbazia della Novalesa. Tra il 934 e il 935 corsari dell'Ifriqiya arrivarono a saccheggiare Genova.
Il rapimento a scopo di estorsione di un monaco, tra il 972 e il 973, che si rivelò essere Maiolo, il potente abate di Cluny, indusse la mobilitazione dell'aristocrazia provenzale contro Frassineto. Un forte esercito riunito nel 972 da Guglielmo I di Provenza ebbe quindi ragione dei Saraceni che furono così cacciati.

### I Capetingi
I Carolingi finirono per condividere la sorte dei predecessori Merovingi: l'ascesa (987) di Ugo Capeto, duca di Francia e conte di Parigi, mise sul trono la dinastia dei Capetingi che avrebbe finito per restare sul trono per diversi secoli, considerando che le dinastie successive, Valois e Borboni, erano in qualche modo legittimamente eredi del trono dei Capetingi.
Il nuovo regno di Francia si estese verso ovest (Britannia), verso sud (Occitania) e verso est (Renania) sopravvivendo tra alterne vicende fino al 1792. Fino all'inizio dell'XI secolo i Capetingi erano stati in grado di controllare solo la Francia centro settentrionale, con il resto del regno diviso in potenti ducati (Bretagna, Normandia ed Aquitania) e le contee di Fiandra, Lorena, Champagne, Borgogna e Tolosa.
Il nuovo ordinamento feudale lasciò la dinastia capetingia con il controllo diretto di poco più della zona della media Senna e dei territori adiacenti, mentre altri potenti signori, come i Conti di Blois, nel X e XI secolo accumulavano grossi domini attraverso il matrimonio e gli accordi privati di protezione e supporto con i nobili minori.

### La rivalità con l'Inghilterra
Nel 1066 Guglielmo il Conquistatore, duca di Normandia e quindi vassallo del re di Francia, era nel frattempo diventato re d'Inghilterra, creando la situazione paradossale di essere vassallo e parigrado del re rispettivamente al di qua e al di là della Manica. Papa Alessandro II legittimò la conquista di Guglielmo, però questa legittimazione sottintendeva la concessione in feudo al re e ai suoi eredi da parte del pontefice.
La situazione divenne ancora più complicata quando nel 1154 Inghilterra e Normandia passarono a Enrico II dei Plantageneti, conti d'Angiò: con il matrimonio con la duchessa d'Aquitania Eleonora, personaggio di straordinaria personalità e cultura, divorziata da Luigi VII di Francia, entrava nella sfera inglese anche l'Aquitania, per la quale scaturirono una serie di guerre che tra battute di arresto e riprese si conclusero solo nel XV secolo e che furono alla base della rivalità secolare tra Francia e Inghilterra. Nonostante le difficoltà (alle quali va aggiunta la sconfitta durante la seconda crociata), Luigi VII ebbe il merito di riuscire a riorganizzare la burocrazia regia, con una rete di preposti e balivi, che riscuotevano le imposte ed amministravano la giustizia. Inoltre il re, per indebolire la grande aristocrazia feudale, si avvicinò alla piccola aristocrazia ed ai nascenti ceti medi delle città, in cerca di protezione contro i soprusi e di una maggiore libertà che favorisse i commerci.
Un secolo di guerre intermittenti portò la Normandia ancora una volta sotto controllo francese (1204), che fu sancito dalla vittoria francese a Bouvines (1214).

### La lotta alle eresie
Il XIII secolo portò la corona a importanti guadagni anche a sud, dove una crociata monarchico-papale contro i Catari (detti anche Albigesi) della regione (1209), portò all'incorporazione nei domini reali della Linguadoca inferiore (1229) e superiore (1271). La presa delle Fiandre da parte di Filippo IV (1300) ebbe minor successo, finendo due anni dopo con la rotta dei propri cavalieri da parte delle forze delle città fiamminghe alla "battaglia degli speroni" vicino a Courtrai.

## Assetti istituzionali

### La diffusione del feudalesimo
In Francia, almeno nella fascia nord-occidentale, si parla di feudalesimo già all'inizio del IX secolo. Anche se la cosiddetta piramide feudale fu un modello che si manifestò molto più tardi, con una formalizzazione scritta solo nel XII secolo per i possedimenti latini in Terrasanta, esistevano già sia una rete vassallatico-beneficiaria nata dal basso, sia la divisione amministrativa dell'Impero carolingio in ducati, marche, contee, margraviati, eccetera.
Alla disgregazione del potere centrale ed al pericolo delle incursioni esterne la società europea rispose colmando "spontaneamente" i vuoti di potere tramite la rete vassallatico-beneficiaria, che consisteva nella sottomissione di individui (i vassalli) ad altri (i signori), in un rapporto privato che prevedeva reciproci vantaggi: in cambio della fedeltà e del servizio del vassallo il signore concedeva infatti un "feudo", cioè spesso un terreno, ma anche un beneficio monetario o materiale di altro tipo. Nel caso di terreni più ampi il vassallo riceveva anche diritti giuridici consistenti nell'immunità e nella delega ad amministrare la giustizia e a goderne dei proventi pecuniari.
Il feudo però restava di proprietà del signore, concesso in possesso al vassallo che quindi non poteva né trasmetterlo in eredità, né alienarlo: alla morte del vassallo esso tornava nelle mani del suo signore. A questa situazione si oppose la società feudale ottenendo nell'877 da Carlo il Calvo il Capitolare di Quierzy che sanciva la possibilità di trasmettere i grandi feudi in eredità. Per i feudi minori si dovette aspettare fino al 1037, con la Constitutio de feudis dell'imperatore Corrado II. Da allora in poi si parla di signoria feudale, che sopravvisse tra alterne vicende fino almeno al XVIII secolo.

### Città e comuni
Fra il XI e il XII secolo anche in Francia, come in molte altre aree in Europa occidentale, si registra una rapida crescita delle città che assumeranno progressivamente un rilevante ruolo politico ed economico. All'interno di esse si svilupperanno dei nuovi soggetti politici, ovvero i comuni, i quali, nel loro percorso di sviluppo, si troveranno a dover affrontare diversi protagonisti della vicenda storica della Francia medievale:
- La corona cerca di estendere il proprio potere sul regno feudale francese partendo da un dominio limitato di fatto alle sole contee fra Parigi e Orleans. Il re si trova spesso in condizioni di inferiorità di fronte ai grandi feudatari del regno (conti di Aquitania, Borgogna, Champagne, Fiandre e Normandia per indicare solo i maggiori).
- I conti comandano e controllano in piena autonomia i loro territori feudali e i loro vassalli, hanno entrate e forza militare spesso superiori a quella della corona ed esprimono un atteggiamento di aperto rifiuto verso la dipendenza politica e l’obbedienza dovute al re in una società feudale.
- I vescovi sono i signori delle città sede di diocesi. Essi sono spesso imparentati con le principali famiglie signorili, di cui rappresentano gli interessi nella gestione dei territori ecclesiastici, da esse spesso usurpati alla chiesa. Attraverso il controllo della diocesi, i vescovi hanno la gestione delle principali città della Francia. In esse detengono proprietà e diritti feudali e fiscali, pertanto vedranno nel comune un avversario che li priva del loro potere temporale.

Il gioco politico fra questi protagonisti sarà complesso e cambierà più volte nel tempo e nello spazio fra il XI e il XV secolo, ma la tendenza di fondo sarà il progressivo utilizzo della forza militare e fiscale delle città da parte del re per limitare e portare sotto controllo il potere dei conti. I vescovi si scontreranno con i comuni per cercare di mantenerne il controllo della città. Alcuni conti vedranno nello sviluppo delle città una fonte per accrescere la ricchezza della loro contea e quindi per incrementare le loro entrate fiscali. In altre città si verificheranno duri scontri fra conti e comuni. Questi ultimi chiederanno inizialmente l'ottenimento di franchigie e le esenzioni fiscali, poi l'autonomia amministrativa, e infine, in alcuni casi, l'autonomia politica.
In sostanza, i comuni saranno considerati come strumento strategico per via della loro ricchezza, fortemente concentrata e quindi facilmente prelevabile da un punto di vista fiscale, anche se soggetta a forti instabilità politiche. In questo gioco fra poteri territoriali forti, sarà la corona ad avere la meglio: la relazione con i comuni si rivelerà molto importante per contenere prima e dominare poi i grandi feudatari.
Il re saprà rappresentarsi nei confronti delle popolazioni cittadine come il garante delle libertà della città, libertà intesa come garanzia per le franchigie, le esenzioni e l’autonomia amministrativa. Infine il re, approfittando della loro progressiva debolezza dal '300, inquadrerà le città all'interno del proprio stato feudale.

#### Le forme delle autonomie cittadine
Fra gli anni Trenta e Cinquanta del XII secolo, nelle città del sud della Francia, dove la rete cittadina di origine romana non era mai venuta meno, si formano dei comuni. In essi il vescovo ha il ruolo di signore ed è attorno a lui che inizia a formarsi una associazione giurata (coniuratio) di cittadini, i quali si riuniscono per proteggere i loro interessi e la loro sicurezza dalle pretese e dalle aggressioni dei signori feudali della campagna. Oltre ai cittadini borghesi (commercianti ed artigiani), in questi primi comuni si trovano anche signori di campagna con interessi in città, vassalli del vescovo o membri della sua famiglia. Si crea quindi una componente signorile a fianco delle più ricche famiglie borghesi. Si tratta di un processo di formazione del comune molto simile a quanto avveniva in Italia alla fine del secolo XI. Da questo gruppo di élite cittadina vengono scelti i rappresentanti del comune che si riuniscono attorno al vescovo nel consiglio cittadino. L'assemblea generale dei cittadini, organo deliberante, nomina dei consoli, chiamati a guidare il comune, ed approva le tasse e le decisioni politiche ed economiche. Spesso però l’assemblea ratifica decisioni già prese dalle élite comunali. Esempi di questi comuni sono Arles, Nimes e Narbonne. Il loro sviluppo è generalmente pacifico, anche se a volte scoppiano gravi contrasti con il vescovo o con il conte, signori della città. Quando essi prendono il sopravvento, può anche accadere che l'elezione dei consoli debba essere approvata dal signore. In questo caso il comune resta comunque soggetto a un potere territoriale superiore.
Nel nord della Francia e nelle Fiandre, centro di un fortissimo sviluppo economico, la formazione dei comuni, attorno agli anni Settanta dell'XI secolo, è più contrasta dai poteri signorili locali. Qui il ruolo di promotori del comune è spesso assunto dalle gilde, in particolare quelle dei mercanti, prive quindi di quelle componenti signorili che abbiamo visto nel comune consolare. Si forma così il "comune giurato" o "città di comune", diretto però non dai consoli, ma dagli scabini, magistrati di origine borghese. Si crea infatti un'associazione giurata di borghesi legati alle gilde che mira ad ottenere dapprima franchigie, esenzioni fiscali e in seguito l'autodeterminazione attraverso la trattativa, il versamento di denaro, le minacce, fino allo scontro violento con il signore (Le Mans, Cambrai, Laon). Tali azioni spesso si concretizzano con l'ottenimento di una Carta (chartes de commune) da parte del conte, cioè un diploma in cui il signore cede parte dei suoi diritti sovrani al comune.
Spesso, dopo una prima fase di scontro, i signori franchigie e diritti vendono al Comune e iniziano a percepirlo come un'importante fonte di ricchezze per tutta la contea. Più restii a cedere sono i vescovi, che vedono cancellato il loro potere in città, ma questo contrasto non impedirà il sorgere in città del cattolicesimo civico che avrà un ruolo importante nella creazione della identità e della coesione cittadina e che verrà rafforzato dalla presenza dei nuovi ordini mendicanti nel XIII secolo. Anche il re concede chartes de commune per denaro: rappresenterà una fonte importante di finanziamento per le attività belliche volte alla ricomposizione del regno di Francia.
Questo tipo di comune arriva a sviluppare una forte autonomia politica, ha una sua milizia, ha una corte di giustizia, ha politica fiscale autonoma, amministra e sviluppa le proprie attività economiche, e gestisce una sua politica estera. Inoltre si viene a formare una nuova identità politica dei cittadini, che sosterrà tali comuni nei momenti di crisi.
Alcune città, infine, conseguirono un'autonomia solo parziale, sancita dalla concessione di una carta di franchigia (charte de franchise), concesse da re o da conti e non basata su una coniuratio. Non si forma un vero e proprio comune, ma si sviluppano solo alcune magistrature, in mano alle élite cittadine o a scabini da esse nominati. La carta di franchigia permette qualche grado di autonomia amministrativa, ma il governo della città resta nelle mani di un prevosto di nomina regia o signorile. Esse, quindi, non aspirano e non arrivano ad una piena autonomia politica. In questo gruppo spicca Rouen, la cui carta di franchigia sarà presa a modello da molte altre città (La Rochelle, Angoulême, Bayonne, Poitiers, Tours). In ogni caso, i comuni francesi non si trasformano mai in città stato totalmente autonome rispetto a poteri superiori, come invece accade con i comuni italiani.

#### Il rapporto fra re e città
Di fronte al fenomeno comunale, la corona ha inizialmente un atteggiamento incerto. Luigi VI (1108-1137) a Laon e ad Amiens e Luigi VII (1137-1180) a Sens e a Reims si schierano con il comune o contro di esso in funzione delle alleanze e delle opportunità locali (cioè delle relazioni politiche con il vescovo o con il conte), ma in sostanza i re iniziano a sostenere, anche se debolmente, i comuni, in particolare laddove essi possano servire per indebolire i suoi nemici.
L'atteggiamento inizia a cambiare con l'avvento al trono di Filippo II Augusto (1180-1223), che capisce di poter sfruttare la forza politica e militare delle città e dei loro ceti borghesi emergenti non solo contro i conti infedeli, ma soprattutto nella lotta contro l'esercito inglese, che occupa vaste zone della Francia. Non limitandosi alle campagne militari, il re imposta una politica di riforme dello stato feudale francese: si attornia a corte di consiglieri borghesi competenti (al posto dei nobili di cui non si fida) e assegna loro ruoli importanti nella amministrazione dello stato; crea poi nuovi comuni e si allea, dove possibile, a quelli esistenti, proponendosi come protettore e pacificatore, in cambio esplicito di un gettito fiscale e un supporto militare.
I conti capiscono presto la portata della politica cittadina della corona e la loro reazione apre una contesa fra re e conti per il controllo dei comuni. A Rouen la contea riesce a prevalere: controlla le finanze e l'amministrazione municipale, gestisce l'alta giustizia, decide le imposte, e di fatto nomina il sindaco. In Fiandra è il conte che stimola lo sviluppo dei comuni sotto il suo controllo: Gand, Lille, Bruges, St.Omer, Ypres crescono attorno alle loro gilde, e andranno a formare l'area commerciale più importante del nord Europa nel medioevo, ma finiranno per scontrarsi duramente con il conte e poi con il re per la loro piena autonomia politica.
I successi politici e militari della Corona fra il regno di Filippo II Augusto e quello di Filippo IV il Bello (1285-1314), cioè fra il 1180 e il 1314, rendono possibile una sempre maggiore presa della monarchia sulle città. Luigi IX (1226-1270) utilizza il pretesto di una possibile riduzione dei carchi fiscali ai comuni gravemente indebitati per porsi come loro protettore, e riesce ad obbligarli a presentare resoconti annuali alla corona: è il primo passo verso il controllo fiscale. Le città che in seguito accettano l'inquadramento nella monarchia vengono definite bonnes villes ("città buone"). Lo stesso re scrive al figlio di considerare con attenzione le città e di mantenerle vicine alla corona,
Passare a bonnes ville significa rinunciare allo status di comune, cioè rinunciare alla autonomia politica. Nei primi decenni del '300 il re scioglie i comuni di Compiegne, Crepy, Provins, Senlis e Soissons. Progressivamente la tutela del re si trasforma in comando.

#### Il declino dei comuni
Nel corso del '300, i comuni esauriscono progressivamente la loro carica propulsiva e inizia la loro decadenza politica, causata da crisi economica, carestie, epidemie e rivoluzioni militari (continue e costosissime guerre, eserciti più grandi e attrezzati, campagne militari sempre più lunghe, compagnie di ventura, nuove tecnologie belliche. Questi problemi si riflettono immediatamente all'interno del comune:
- Lotta interna fra famiglie aristocratiche o fra fazioni.
- Lotta del comune contro nobili infiltrati nel comune o in sue istituzioni religiose
- Malversazione e concussione a danno del comune da parte di ufficiali comunali
- Ribellioni del popolo minuto e delle frange escluse dalle corporazioni (i salariati e dei lavoratori a giornata) quindi senza rappresentanza politica[11]
- Insurrezioni contro conti e corona, le più violente delle quali si sviluppano in Fiandra.

In sostanza si ha la rottura dell'ideologia comunitaria che aveva caratterizzato la fase iniziale dei Comuni. Ne consegue un forte aumento della violenza interna, che peggiora gli effetti della crisi economica e si somma alla pressione esterna esercitata da re e conti. Diventa agevole per la Corona intervenire ed estendere progressivamente il comando sui comuni, ed integrarli nella gerarchia del Regno.
L’immigrazione verso la città ne permetterà la grande crescita demografica ed economica. Essa verrà integrata facilmente fino al XII secolo, quando la città era in grado di garantire una crescita sociale a tutti gli immigrati, ma diventerà in seguito un problema, per via della stratificazione in classi della società comunale, alcune delle quali senza diritti politici ed in condizioni economiche marginali. Da queste contraddizioni e dalla crisi economica si genereranno le rivolte cittadine del Trecento che indeboliranno la stabilità politica dei comuni.

### Il rafforzamento della corona e la centralizzazione del regno
A partire da Filippo II, la monarchia non si limita alla espansione territoriale e alla sottomissione dei conti nei confronti del re, ma procede a una ristrutturazione organizzativa del demanio regio e dei processi amministrativi della corona. Si passa da una gestione affidata ai prevosti (prevots), che non sono ufficiali reali ma semplici appaltatori privati con l'incarico di raccogliere le rendite del re in ogni circoscrizione amministrativa (quindi difficilmente controllabili), ad agenti del re (siniscalchi o balivi) stipendiati dal sovrano. Ciascuno di essi ha un solo incarico specifico in un territorio (militare, fiscale o giudiziario) e deve rendere periodicamente conto del proprio operato agli ufficiali del re.
In parallelo, anche l'amministrazione centrale del regno viene divisa e specializzata per singoli settori. La centralizzazione della giustizia di appello, sottratta ai signori feudali e ai loro tribunali locali, richiede la creazione di una corte di giustizia reale: il Parlamento. Il controllo della amministrazione finanziaria venne affidato a una sola corte specializzata nella finanza, la Corte dei Conti.
Nei consigli del sovrano e nei nuovi uffici non vengono più utilizzati nobili, ma figure di borghesi eminenti, scelti dal re, ritenuti più fidati. Aumenta inoltre l'utilizzo di esperti di diritto (legisti), in prevalenza provenienti dalla Sud della Francia, dove era rimasta viva la tradizione del diritto romano. Da essi parte una rielaborazione della nozione di Stato e dei relativi diritti di sovranità, a sostegno dell'azione politica centralizzatrice dei sovrani. Al fine di avvicinarsi maggiormente ai sudditi di maggior peso politico, Filippo IV il Bello inizia a convocare stabilmente i tre stati della società, cioè clero, nobili e terzo stato (élite borghesi in rappresentanza delle città), per discutere i problemi del regno, lasciando così decadere il consiglio segreto del re, che era ristretto a pochi baroni e prelati). Nascono in questo modo gli Stati Generali. La linea politica del re è leggibile lungo tre direttrici: autonomia, centralizzazione e gestione del consenso. Parlamenti e Stati Generali avranno un ruolo decisivo nella successiva storia di Francia.
È significativo notare come, in tutti fatti descritti, sia in ambito comunale, sia nella fase di centralizzazione del regno, fossero totalmente ignorati i contadini, che rappresentavano almeno l'80% della popolazione francese, lo strato più povero e meno protetto.